# 赫夫齊巴 (喬治亞州)
赫夫齊巴（英語：Hephzibah）是一個位於美國喬治亞州里奇蒙縣的城市。

## 地理
赫夫齊巴的座標為33°17′26″N 82°05′58″W / 33.29056°N 82.09944°W，而該地的平均海拔高度為125米（即410英尺）。

## 人口
根據2010年美國人口普查的數據，赫夫齊巴的面積為50.20平方千米，當中陸地面積為50.00平方千米，而水域面積為0.20平方千米。當地共有人口4011人，而人口密度為每平方千米79.9人。